# Gabriel Tiacoh
Gabriel Tiacoh, född 10 september 1963 i Abidjan, död 4 april 1992 i Atlanta, var en ivoriansk före detta friidrottare som tävlade i kortdistanslöpning.
Tiacohs främsta merit är silvermedaljen vid Olympiska sommarspelen 1984 på 400 meter. Han var i final vid VM 1987 i Rom där han slutade på sjätte plats. Vid inomhus-VM 1989 blev han sexa. 
1992 avled han i hjärnhinneinflammation.

## Personliga rekord
- 400 meter - 44,30 från 1986